# ジーン・ケネディ・スミス
ジーン・アン・ケネディ・スミス（Jean Ann Kennedy Smith, 1928年2月20日 - 2020年6月17日）は、アメリカ合衆国の外交官、活動家、人道主義者、作家であり、1993年から1998年のあいだに在アイルランドアメリカ合衆国大使を務めていたことで知られる。彼女はケネディ家の一員であり、ジョセフ・P・ケネディとローズ・フィッツジェラルドのあいだに生まれた8番目の子で末娘である。兄は第35代アメリカ合衆国大統領のジョン・F・ケネディと第64代アメリカ合衆国司法長官のロバート・F・ケネディ、弟は上院議員のエドワード・M・ケネディ、姉はスペシャルオリンピックス創始者のユーニス・ケネディ・シュライバーである。また大統領夫人のジャクリーン・ケネディとは義理の姉妹関係にある。
彼女はビル・クリントン政権下のアイルランド大使として北アイルランド和平プロセスに尽力したと言われている。彼女は国務省にシン・フェイン党指導者のジェリー・アダムズへのビザ発行を促して批判を受けたが、彼女の家族はこれが1994年の停戦宣言でのIRA暫定派に影響を与えたと主張している。しかしながら後にアダムズは北アイルランド和平プロセスを主導したのはクリントンであり、その過程でスミスはベルファストの司祭からの助言に頼っていたと述べた。アイルランド大統領のメアリー・マッカリースはアイルランドへの貢献を認めて1998年に彼女にアイルランド名誉市民権を与えた。
彼女は障害を持つ人々が芸術に従事できる社会を目指す国際的な非営利組織であるベリー・スペシャル・アーツ（VSA）の設立者でもある。2011年に彼女はVSAや障害者との活動によりバラク・オバマ大統領から大統領自由勲章を授与された。

## 生い立ちと教育
ジーン・アン・ケネディは1928年2月20日にマサチューセッツ州ボストンで生まれた。これは姉のキャスリーンの8歳の誕生日と同日であった。彼女はジョセフ・P・ケネディとローズ・ケネディがもうけた9人きょうだいの8番目であった。他のきょうだいにはジョセフ・P・ケネディ・ジュニア、第35代アメリカ合衆国大統領のジョン・F・ケネディ、ローズマリー・ケネディ、スペシャルオリンピックス創始者のユーニス・ケネディ・シュライバー、パトリシア・ケネディ・ローフォード、司法長官・上院議員のロバート・F・ケネディ、上院議員のテッド・ケネディがいる。彼女はケネディ家のこの中でも特に恥ずかしがり屋で警戒心が強かったと言われている。彼女はマンハッタンビル大学に（当時は聖心会の学校で現在はパーチェスにある）に通い、そこで後に義理の姉妹となるエセル・スカケル（1950年に兄のロバートと結婚）とジョーン・ベネット（1958年に弟のテッドと結婚）の友人となった。1949年にマンハッタンビルを卒業した。

## キャリア

### 政治的活動
彼女は兄のジョンの政治的キャリアに深く関与していた。彼女は1946年の下院、1952年の上院、そして1960年の大統領選挙運動に協力した。彼女は「何かのために協力する」という両親からの教えに基づき、きょうだい達と共にテキサス州とウィスコンシン州といった重要州でのジョンの戸別訪問を手伝った。
1968年6月5日に兄ロバートがカリフォルニア州予備選挙に勝利した後に暗殺された際、彼女は夫と共にロサンゼルスのアンバサダーホテルに滞在していた。

### ベリー・スペシャル・アーツ
1974年に彼女はベリー・スペシャル・アーツを設立した。現在はジョン・F・ケネディ・センターのVSAおよびアクセシビリティ部門として知られるこれは障害を持つ青少年に芸術と教育のプログラムを提供する。2011年時点でVSAのプログラムは「43州と52カ国のヤク27万6000人の学生」にサービスを提供したと報じられている。彼女はVSAを代表して世界各国を旅し、障害者の芸術へのより広い参加を提唱した。彼女とジョージ・プリンプトンと共著した『Chronicles of Courage: Very Special Artists』は1993年4月にランダムハウスより出版された。

### 在アイルランドアメリカ合衆国大使
1993年に当時の大統領のビル・クリントンによって在アイルランドアメリカ合衆国大使に任命された彼女はフランクリン・ルーズベルト政権下で在イギリスアメリカ合衆国大使であった父ジョセフ・P・ケネディが始めた外交遺産を引き継いでいる。大使として彼女は北アイルランド和平プロセスにおいて重要な役割を果たした。彼女はエキュメニカルな見解のデモンストレーションとして、アングリカン・コミュニオンの自治区であるアイルランド聖公会の大聖堂で聖体拝領を受けた。
彼女のアイルランドへの貢献は大統領のメアリー・マッカリースにより認められ、アイルランド名誉市民権が授与された。首相のバーティ・アハーンは「あなたはアイルランドの全ての人々により良い生活をもたらすのを助けた」と彼女を賞賛した。
聖金曜日合意から約3か月後となる1998年7月4日、彼女はアイルランド大使から退いた。

#### 論争
1994年、彼女はシン・フェイン党の指導者のジェリー・アダムズへのアメリカビザ付与を支持したことでアメリカ外交政策の最前線に立った。彼女のアイルランドでの仕事は評価されていたが、ビザの支持したことで批判を浴びた。彼女の家族はこの行動がこの後数年間の和平交渉成立の重要なステップだったと主張した。弟のテッドは自身の回想録の中で「ジーンはアダムズが武力闘争を続けることがIRAのアイルランド統一の目的を達成する方法であるとはもはや信じていないと確信していた」、「私たちが到着してから数時間ジーンとの話しただけで、北アイルランドの膠着状態を打開するチャンスという彼女が最も気にかけている事がわかった」と述べた。しかしながら後にアイリッシュ・セントラルはクリントンが大統領選挙運動中にアダムズへのビザ発行を約束していたことを報じた。また2019年にアダムズはBBCでクリントンが北アイルランドの和平プロセスを主導し、その間彼女は西ベルファストの司祭のアレック・リードのアドバイスに従っており、「彼（リード）は側で彼女（ケネディ・スミス）と話し、そして彼女は弟のテディ（・ケネディ）と話していた」と説明した。
1996年3月、アダムズへのビザ発行に反対して「反対意見チャンネル」メッセージを送った駐アイルランドアメリカ合衆国大使館の外務職員2人に対して彼女が報復を行った件を受け、ウォーレン・クリストファー国務長官は彼女を叱責した。『フォーリン・サービス・ジャーナル』はこの件に関する国務省の報告が「痛烈な批判」であったと報じた。1996年12月、彼女がダブリンの住居を改修するために税金を使うよう大使館のスタッフに圧力をかけていたことが『ボストン・ヘラルド』により報じられた。彼女はまたアメリカの利益相反法に違反していたとされる。2000年9月22日に司法省はプレスリリースを発行し、彼女が和解金5000ドルを支払ったことを明かした。
1998年にアイルランドのメアリー・マッカリース大統領を支持した彼女はローマ・カトリック教徒であるにもかかわらずダブリンのアイリッシュ・プロテスタントの大聖堂で聖体拝領を行った。

## 表彰

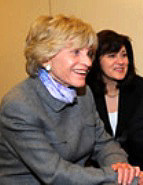
2008年のケネディ・スミス（左）とヴィクトリア・レジー・ケネディ。

彼女のアイルランドと障害者コミュニティへの活動に対していくつかの栄誉が贈られた。1998年にアイルランド政府から名誉市民権が贈られ、また2007年に北アイルランドでの平和への取り組みと障害児に関する人道的活動に対してエール・ソサエティ・オブ・ボストンから金メダル賞が贈られた。2009年に彼女とテッド・ケネディは北アイルランドの和平プロセスへの貢献によりティペラリー平和賞を授与された。
2011年2月、障害者への取り組みによりバラク・オバマ大統領から大統領自由勲章が授与された。
2011年3月15日、彼女は『Iアイリッシュ・アメリカ』誌のアイリッシュ・アメリカの殿堂に加えられた。
2012年の映画『リンカーン』では「Woman Shouter」を演じ、ジーン・ケネディ・スミス大使名義でクレジットされた。

## 回想録
2016年10月、彼女はケネディ家の回想録『The Nine of Us: Growing Up Kennedy』を出版した。

## 私生活
1956年5月19日、彼女はニューヨークのローマ・カトリック系のセント・パトリック大聖堂の小さな礼拝堂で実業家のステファン・エドワード・スミスと結婚した。夫妻は実子のステファン・ジュニア（Stephen Jr.）とウィリアムをもうけた後、アマンダ（Amanda）とキム（Kym）を養女として迎えた。
夫のステファンは1990年8月19日に癌で亡くなった。1991年に次男のウィリアムはフロリダ州で強姦罪で告発されたが、裁判では無罪となった。
2009年8月11日に姉のユーニス・ケネディ・シュライバーが亡くなった。彼女は8月14日のユーニスの葬儀には参加せず、闘病中だった弟のテッドと同居していた。テッドは同年8月25日に亡くなり、ジーンはジョセフとローズ・ケネディの子の最後の生存者となった。彼女は8月29日のテッドの葬式に出席した。
彼女は2020年6月17日にマンハッタンの自宅で亡くなった。92歳だった。9人きょうだいの最後の生存者であった彼女は最長寿でもあった。